# Chilozela trapeziana
Chilozela trapeziana is een vlinder uit de familie van de grasmotten (Crambidae). De wetenschappelijke naam van deze soort is voor het eerst voorgesteld als Phalaena trapeziana door Jan Sepp in een publicatie uit 1840.
De soort komt voor in Costa-Rica, Guyana, Suriname, Brazilië en Peru.